# Bifurcación (matemática)
La teoría de bifurcaciones es un campo matemático centrado en el estudio de los cambios en la estructura cualitativa o topológica del comportamiento de un conjunto de ecuaciones. La teoría tiene una importancia práctica muy importante en ingeniería y física.
La teoría de la bifurcación estudia el comportamiento de familias de soluciones matemáticas, como por ejemplo las curvas integrales de un campo vectorial, y las soluciones de una familia de ecuaciones diferenciales. Generalmente en referencia a sistemas dinámicos, una bifurcación se da cuando una pequeña variación en los valores de los parámetros de un sistema (parámetros de bifurcación) causa un brusco cambio "cualitativo" o topológico en su comportamiento. Las bifurcaciones pueden producirse tanto en sistemas continuos como en sistemas discretos.

## Tipos de bifurcaciones

### Bifurcaciones locales

Retrato de fase que muestra una bifurcación fold.

Las bifurcaciones locales son aquellas que pueden ser analizadas completamente mediante cambios en las propiedades de la estabilidad local —bien sean éstas de puntos de equilibrio, órbitas locales u otros conjuntos invariantes— conforme los parámetros atraviesan umbrales críticos. Las bifurcaciones locales más típicas son:
- Bifurcación tangencial o fold
- Bifurcación tridente o pitchfork
- Bifurcación transcrítica
- Bifurcación de Hopf

Estos diferentes tipos de bifurcaciones locales posibles son puntos críticos de un sistema cuyo comportamiento específico depende de las derivadas superiores de dicho sistema. De hecho los tipos de comportamientos cualitativos del sistema en puntos no ordinarios pueden clasificarse en función del valor de esas derivadas. Dado un sistema no lineal de ecuaciones de la forma:

(*){\displaystyle \mathbf {F} (\mathbf {u} ,\phi ,\mathbf {v} )=0,\qquad \mathbf {F} :\mathbb {R} ^{n}\times \mathbb {R} \times \mathbb {R} ^{p}\to \mathbb {R} ^{k}}

Donde:
{\displaystyle \mathbf {u} } es la variable de estado.
{\displaystyle \phi \,} es el parámetro crítico que controla la aparición de la bifurcación.
{\displaystyle \mathbf {v} } es un conjunto de parámetros que controlan el tipo de bifurcación que se produce.
Un punto de bifurcación es un punto crítico {\displaystyle \scriptstyle (\mathbf {u} _{c},\phi _{c},\mathbf {v} )} del sistema anterior, que cumple algunas condiciones adicionales, para formular esas condiciones se construye la forma reducida de Liapunov-Schmidt-Koiter {\displaystyle {\tilde {F}}} del sistema anterior:

(**){\displaystyle {\tilde {F}}(w,{\tilde {\phi }},\mathbf {v} )={\boldsymbol {\xi }}^{T}\mathbf {F} (\mathbf {u} _{c}+w{\boldsymbol {\eta }}+\sum _{j}\psi _{j}(w,{\tilde {\phi }},\mathbf {v} ),\phi _{c}+{\tilde {\phi }},\mathbf {v} )=0}

Un punto de silla de montar, también llamado punto de retorno, punto límite o "bifurcación" tangencial. Es un punto crítico donde:

{\displaystyle {\frac {\partial {\tilde {F}}(0,0,\mathbf {v} )}{\partial w}}=0,\qquad {\frac {\partial {\tilde {F}}(0,0,\mathbf {v} )}{\partial {\tilde {\phi }}}}\neq 0}

Un punto de bifurcación propiamente dicho es un punto crítico donde se cumple que:

{\displaystyle {\frac {\partial {\tilde {F}}(0,0,\mathbf {v} )}{\partial w}}=0,\qquad {\frac {\partial {\tilde {F}}(0,0,\mathbf {v} )}{\partial {\tilde {\phi }}}}=0}

Las bifurcaciones pueden clasificarse en términos de las derivadas superiores:

{\displaystyle {\begin{cases}{\frac {\partial ^{2}{\tilde {F}}(0,0,\mathbf {v} )}{\partial w^{2}}}\neq 0&{\mbox{(transcritica)}}\\{\frac {\partial ^{2}{\tilde {F}}(0,0,\mathbf {v} )}{\partial w^{2}}}=0,\ {\frac {\partial ^{3}{\tilde {F}}(0,0,\mathbf {v} )}{\partial w^{3}}}\neq 0&{\mbox{(tridente)}}\end{cases}}}

### Bifurcaciones globales
Las bifurcaciones globales ocurren normalmente en mayores conjuntos invariantes del sistema, los cuales "colisionan" entre ellos o con los puntos de equilibrio del sistema. Por tanto, no pueden ser detectados de forma exclusiva mediante un análisis de los puntos de equilibrio.
Las bifurcaciones globales más típicas son:
- Bifurcación homoclínica
- Bifurcación heteroclínica
- Bifurcación de período infinito